# Hans Wohlin

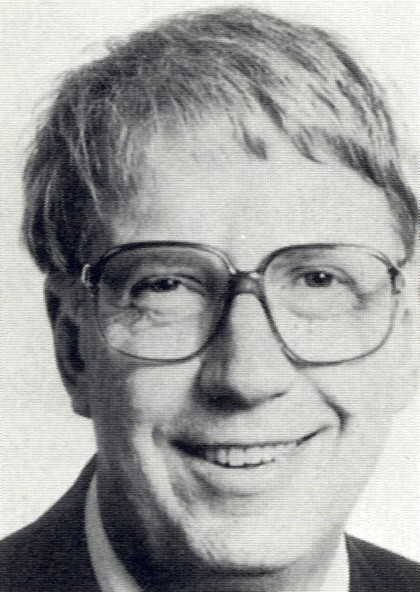
Hans Wohlin

 Hans Ernst Olov  Wohlin, född 16 augusti 1934 i Hedvig Eleonora församling, Stockholm, död 16 oktober 2010 i Oscars församling, Stockholm, var en svensk arkitekt.
Hans Wohlin studerade arkitektur på KTH i Stockholm. Examensarbetet gjorde han 1957 för sin lärare Erik Lundberg, arkitekt och konsthistoriker. Wohlin var under cirka 30 års tid verksam på Stockholms stadsbyggnadskontor. Åren 1985 till 1991 var han stadsbyggnadsdirektör i Stockholm och efterträdde Torsten Westman.
Under sin tid som stadsbyggnadsdirektör tillkom bland annat Södra stationsområdet på Södermalm. Här förordade han en stadsplan som möjliggör en bebyggelse med variation, genom "tätt och lågt, stadsmässighet och slutna kvarter". 
Åren 1964–1971 var Wohlin medlem av redaktionen för tidskriften PLAN.
Wohlin höll på senare år föredrag och rundabordsdiskussioner i ämnet arkitektur. Han deltog även i debatten om tillbyggnaden för Stockholms stadsbibliotek, där han med en rad arkitekter och kulturpersonligheter ville pröva en lösning av biblioteksfrågan på annan plats, eftersom de k-märkta annexen hotades av rivning.
Angående den planerade byggnadsminnesförklaringen av funkisstadsdelen Södra Ängby i Bromma menade Wohlin, själv före detta Ängbybo i 25 år: "Det bästa sättet att ta hand om en funkisvilla är att lämna den helt i fred för förändringar. Däremot skall man vara noga med underhållet". Wohlin avled den 16 oktober 2010, 76 år gammal. 
Wohlin invaldes 1986 som ledamot av Ingenjörsvetenskapsakademien. Han är begravd på Norra begravningsplatsen utanför Stockholm.
Hans Wohlin var son till byggmästaren Ernst Wohlin och Gerda Wohlin, född Johansson.